# Pogančec
 Pogančec  falu Horvátországban Zágráb megyében. Közigazgatásilag Presekához tartozik.

## Fekvése
Zágrábtól 35 km-re északkeletre, községközpontjától 3 km-re délre a megye északkeleti részén fekszik.

## Története
A falunak 1857-ben 144, 1910-ben 230 lakosa volt. Trianonig Belovár-Kőrös vármegye Kőrösi járásához tartozott. 2001-ben 137 lakosa volt.

## Lakosság
| Lakosság változása | Lakosság változása | Lakosság változása | Lakosság változása | Lakosság változása | Lakosság változása | Lakosság változása | Lakosság változása | Lakosság változása | Lakosság változása | Lakosság változása | Lakosság változása | Lakosság változása | Lakosság változása | Lakosság változása |
| ------------------ | ------------------ | ------------------ | ------------------ | ------------------ | ------------------ | ------------------ | ------------------ | ------------------ | ------------------ | ------------------ | ------------------ | ------------------ | ------------------ | ------------------ |
| 1857               | 1869               | 1880               | 1890               | 1900               | 1910               | 1921               | 1931               | 1948               | 1953               | 1961               | 1971               | 1981               | 1991               | 2001               |
| 144                | 144                | 137                | 223                | 283                | 230                | 255                | 314                | 277                | 244                | 207                | 175                | 152                | 112                | 137                |

## Nevezetességei
A Lorettói Szűzanya tiszteletére szentelt plébániatemplomának építése 1758-ban  kezdődött és valószínűleg 1790-ben fejeződött be. A templom egyedülálló formájú építmény, melyben a hajó feletti kupolát és szentély boltozatát egyaránt négy karcsú oszlop tartja. A harangtorony a barokkra jellemző gazdag díszítésű és a klasszicizmusra jellemző oszlopokkal tagolt egykor freskókkal ékesített  főhomlokzatból emelkedik ki. A templom stílusában a késő barokk és klasszicista elemekkel is rendelkezik. Három késő barokk oltára van.